# Karl Bolte
Karl Peter Bolte (* 23. Juli 1899 in Saarbrücken; † 21. Mai 1995 in Uslar) war Abgeordneter des Provinziallandtags der Provinz Hessen-Nassau.

## Leben
Karl Peter Bolte war der Sohn des Oberbahnhofvorstehers Konrad Karl Wilhelm Bolte und dessen Gemahlin Elisabeth Charlotte Zirfass. Nach einem Studium an der Philipps-Universität Marburg promovierte er am 23. Mai 1922 zum Dr. rer. pol. Nach einer kurzzeitigen Beschäftigung als Verbandsrevisor wurde er 1932 Verbandssekretär beim Raiffeisenverband Kurhessen.
Zum 1. Februar 1932 trat er in die NSDAP ein (Mitgliedsnummer 889.508). 1933 wurde er Abgeordneter des Kurhessischen Kommunallandtages. Zugleich war er im Provinziallandtag der Provinz Hessen-Nassau vertreten. In der Stadtverwaltung Kassel hatte er 1933 die Funktion eines unbesoldeten Stadtrats inne, später war er hier ehrenamtlicher Beigeordneter. Von Mai 1933 an war Bolte Mitglied des Aufsichtsrates der Städtischen Werke Kassel AG.
1934 wurde er Vorsitzender des Gau-Untersuchungs- und Schlichtungsausschusses. Von 1935 an war er als Gaurichter tätig und Vorsitzender des Gaugerichts. Ende 1943 wurde Bolte noch zum Kriegsdienst in der Wehrmacht eingezogen.
Nach Kriegsende fand er eine Beschäftigung als Steuerbevollmächtigter in Uslar, wo er 1995 verstarb.